# Holger Preuß
Holger Preuß (* 1968 in Tecklenburg) ist Sportökonom und Sportsoziologe.

## Leben
Nach dem Abitur 1988 am Graf-Adolf-Gymnasium in Tecklenburg absolvierte er seinen Zivildienst beim Diakonischen Werk in Tecklenburg, ehe er 1990 sein Studium zum Diplomhandelslehrer (im Unterrichtsfach Sport) an der Wirtschaftswissenschaftlichen Fakultät der Universität Göttingen begann. Sein Studium unterbrach er für ein Jahr, in dem er in den USA arbeitete und an der Internationalen Olympischen Akademie in Olympia studierte. Seine Diplomarbeit schrieb er im Fach Sportwissenschaft bei Arnd Krüger (Die Kosten-Nutzen-Analysen der Olympischen Spiele in Berlin im Jahr 2000). Während seines Promotionsstudiums in Göttingen war er von 1995 bis 1998 Wissenschaftlicher Mitarbeiter für Sportsoziologie an der Universität Mainz. Er promovierte 1998 an der Sozialwissenschaftlichen Fakultät der Universität Göttingen bei Arnd Krüger. Von 1998 bis 2002 setzte er als Wissenschaftlicher Assistent seine Tätigkeit in Mainz fort, ehe er 2002 Wissenschaftlicher Assistent für Sportökonomie an der Deutschen Sporthochschule Köln wurde. 2003 wurde er auf eine Juniorprofessur für Sportökonomie an die Universität Mainz berufen. 2006 und 2007 war er Vertretungsprofessor an der Universität Frankfurt, ehe er nach Ablehnung von Rufen an die Universität Leipzig und Universität Bayreuth 2008 zum Professor für Sportsoziologie und Sportökonomie an die Universität Mainz berufen wurde. Er war Gastprofessor an der Beijing Sport University, der State University of New York at Cortland (SUNY), der Molde University in Norwegen, der School of Business der University of East London und der University of Ottawa.

## Wissenschaftliches Werk
Preuß gilt als Experte für Kosten-Nutzen-Rechnung für Sportgroßveranstaltungen und hat sowohl die Planer als auch die Veranstalter von Olympischen Spielen und Fußball-Europa- und -weltmeisterschaften entsprechend beraten. Als Sportsoziologe befasst er sich vor allem mit den sozialen und touristischen Auswirkungen von eben solchen Sportgroßveranstaltungen. Der WorldCat führt 149 Werke von ihm.